# دارودسته ما (فیلم)
دارودسته ما (انگلیسی: Our Gang)  یک فیلم کمدی صامت کوتاه آمریکایی است که در سال ۱۹۲۲ منتشر شد.

## بازیگران
- ارنی موریسون
- میکی دنیلز
- جکی کاندون
- هلن گیلمور
- والاس هاو